# Florbetapir (18F)
Флорбетапир (18F) — радиофармацевтический препарат для диагностики болезни Альцгеймера. Одобрен для применения:США(2012).

## Механизм действия
Связывается с амилоидными бляшками.

## Показания
Определение плотности амилоидных бляшек при диагностике болезни Альцгеймера с помощью ПЭТ.